# Liste des distinctions d'Hilary Duff
 (février 2020).
Si vous disposez d'ouvrages ou d'articles de référence ou si vous connaissez des sites web de qualité traitant du thème abordé ici, merci de compléter l'article en donnant les références utiles à sa vérifiabilité et en les liant à la section « Notes et références ».
 (février 2020).

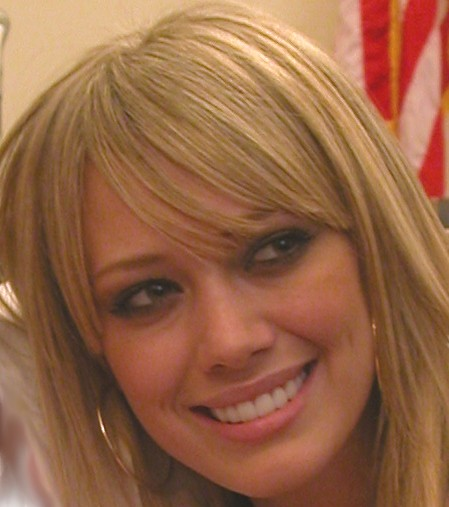
Hilary Duff.

Hilary Duff est une actrice, chanteuse pop rock et compositrice de chansons américaines. Elle est signée avec Hollywood Records et en date de novembre 2008, elle a sorti 3 albums de studio. Hilary Duff a été nommée un total de 50 fois, et a gagné 22 récompenses.

## Kids' Choice Awards
| Année                  | Catégorie                                         | Résultat                                                        |
| ---------------------- | ------------------------------------------------- | --------------------------------------------------------------- |
| 2002                   | Favorite Television Actress ("Lizzie McGuire")    | Nomination                                                      |
| 2003                   | Favorite Television Actress ("Lizzie McGuire")    | Nomination                                                      |
| 2004                   | Favorite Television Actress ("Lizzie McGuire")    | Nomination                                                      |
| Favorite Female Singer | Récompensée                                       |                                                                 |
| 2005                   | Récompensée                                       | Favorite Movie Actress ("Comme Cendrillon" et "Trouve ta voix") |
| 2005                   | Favorite TV Actress ("Lizzie McGuire")            | Nomination                                                      |
| 2023                   | Favorite Female TV Star ("How I Met Your Father") | Nomination                                                      |

En vert  = Recompense Music
En Rose  = Recompense Movie
En Blanc = Autres (Style, Inclassable)

## MuchMusic Video Awards
| Année | Catégorie                                                   | Résultat    |
| ----- | ----------------------------------------------------------- | ----------- |
| 2004  | People's Choice Favourite International Artist "Come Clean" | Nomination  |
| 2007  | Best International Video - Artist "With Love"               | Nomination  |
| 2007  | People's Choice: Favourite International Artist "With Love" | Récompensée |

## Rolling Stone
| Année | Catégorie            | Résultat    |
| ----- | -------------------- | ----------- |
| 2003  | Teenager Of The Year | Récompensée |

## Teen Choice Awards
| Année | Catégorie                                                                     | Résultat    |
| ----- | ----------------------------------------------------------------------------- | ----------- |
| 2003  | Choice Movie Breakout Star - Female ("Lizzie McGuire, le film")               | Récompensée |
| 2003  | Choice Movie Actress - Comedy ("Lizzie McGuire, le film")                     | Nomination  |
| 2003  | Choice TV Actress - Comedy ("Lizzie McGuire")                                 | Nomination  |
| 2004  | Choice Movie Blush ("Treize à la douzaine")                                   | Nomination  |
| 2005  | Choice Movie Blush Scene ("Comme Cendrillon")                                 | Récompensée |
| 2005  | Choice Movie Actress: Comedy (With Chad Michael Murray) ("Comme Cendrillon")  | Nomination  |
| 2005  | Choice Movie Chemistry (With Chad Michael Murray) ("Comme Cendrillon")        | Nomination  |
| 2005  | Choice Movie Liplock (With Chad Michael Murray) ("Comme Cendrillon")          | Nomination  |
| 2005  | Choice Movie Love Scene (With Chad Michael Murray) ("Comme Cendrillon")       | Nomination  |
| 2006  | Movies - Choice Actress: Comedy ("Treize à la douzaine" et "L'Homme parfait") | Nomination  |
| 2007  | Choice Love Song – "With Love"                                                | Récompensée |
| 2010  | TV Choice : Scene Stealer Female ("Gossip Girl")                              | Récompensée |
| 2017  | Meilleure actrice de l'été ("Younger")                                        | Nomination  |
| 2019  | Meilleure actrice de l'été ("Younger")                                        | Nomination  |

## Young Artist Award
| Année | Catégorie | Résultat    |
| ----- | --- | ----------- |
| 1999  | Best Performance in a TV Movie/Pilot/Mini-Series or Series - Young Actress Age Ten or Under "Casper et Wendy" | Nomination  |
| 2000  | Best Performance in a TV Movie or Pilot - Supporting Young Actress "L'ange de l'amour" | Récompensée |
| 2002  | Best Performance in a TV Movie or Pilot (With Lalaine, Jake Thomas, Adam Lamberg and Ashlie Brillault) "Lizzie McGuire" | Nomination  |
| 2002  | Best Performance in a TV Comedy Series - Leading Young Actress "Lizzie McGuire" | Nomination  |
| 2003  | Best Performance in a TV Movie or Pilot (With Lalaine, Jake Thomas, and Adam Lamberg) "Lizzie McGuire" | Nomination  |
| 2004  | Best Young Ensemble in a Feature Film (With Brent Kinsman, Shane Kinsman, Forrest Landis, Steven Anthony Lawrence, Liliana Mumy, Kevin Schmidt, Jacob Smith, Alyson Stoner, Blake Woodruff, and Morgan York) "Treize à la douzaine" | Récompensée |

## World Music Awards
| Année | Catégorie                           | Résultat    |
| ----- | ----------------------------------- | ----------- |
| 2004  | Meilleure nouvelle artiste féminine | Récompensée |

## Récompenses et nominations
| Année | Récompense                               | Catégorie                                                   | Résultat    |
| ----- | ---------------------------------------- | ----------------------------------------------------------- | ----------- |
| 2003  | Fort Myers Beach Film Festival           | Rising Star Award                                           | Récompensée |
| 2003  | VH1 Big in 03 Awards                     | Big Breakthrough                                            | Récompensée |
| 2004  | DVD Awards                               | Franchise's Performance Award                               | Récompensée |
| 2004  | TMF Awards (Netherlands)                 | Best Newcomer                                               | Récompensée |
| 2004  | TRL Awards                               | Fake ID Club                                                | Récompensée |
| 2004  | Young Hollywood Awards                   | Today's Superstar                                           | Récompensée |
| 2004  | MTV Video Music Awards                   | Best Pop Video "Come Clean"                                 | Nomination  |
| 2004  | Los Premios MTV Latinoamérica            | Best Pop Artist — International                             | Nomination  |
| 2005  | Los Premios MTV Latinoamérica            | Best Pop Artist — International                             | Nomination  |
| 2005  | Razzie Award                             | Worst Actress ("Comme Cendrillon" et "Trouve ta voix")      | Nomination  |
| 2005  | DVD Exclusive Awards                     | Triple Threat: Success in TV, Music and Movies              | Récompensée |
| 2005  | US Weekly Hottest Hollywood Style Awards | Best Sister Style (Hilary Duff et Haylie Duff)              | Récompensée |
| 2005  | COSMOgirl! Magazine Annual Awards        | Born to Lead Award                                          | Récompensée |
| 2006  | TRL Awards (Italy)                       | Best New Artist                                             | Récompensée |
| 2006  | TRL Awards                               | Fake ID (Best Guest Under 21)                               | Nomination  |
| 2006  | TRL Awards                               | Quit Your Day Job (Best Guest Host)                         | Nomination  |
| 2006  | Razzie Awards                            | Worst Actress ("Treize à la douzaine" et "L'Homme parfait") | Nomination  |
| 2007  | TRL Awards (Italy)                       | First Lady                                                  | Récompensée |
| 2007  | Los Premios MTV Latinoamérica            | Best Pop Artist — International                             | Nomination  |
| 2007  | Kids Choice Awards (Italy)               | Best International Act                                      | Récompensée |
| 2007  | Razzie Award                             | Worst Actress (avec Haylie Duff) ("Material Girls")         | Nomination  |
| 2007  | Razzie Award                             | Worst Screen Couple (avec Haylie Duff) ("Material Girls")   | Nomination  |
| 2009  | TRL Awards (Italy)                       | First Lady                                                  | Récompensée |
| 2009  | TRL Awards (Italy)                       | Best Number 1 of the year                                   | Nomination  |